# Jordi Mollà i Perales
Jordi Mollà i Perales   (l'Hospitalet de Llobregat, 1 de juliol de 1968) és un actor, guionista, productor i director català de cinema, i ha treballat amb directors com Bigas Luna, Pedro Almodóvar, Fernando Colomo, Peter Greenaway, Ted Demme o Steven Soderbergh. També és escriptor i pintor.

## Biografia
Jordi Mollà s'estava preparant per ser administratiu quan va decidir estudiar per fer-se actor. Després de passar per l'Institut del Teatre de Barcelona i formar-se també a Itàlia, Hongria i Anglaterra va fer les seves primeres aparicions en produccions televisives, com La granja, a TV3 i també en els escenaris del Teatre Lliure.
Va debutar al cinema amb Jamón, jamón, de Bigas Luna, pel·lícula que el va fer famós, juntament amb Penélope Cruz i Javier Bardem. Posteriorment va començar a aparèixer assíduament a la pantalla gran, amb cintes com Historias del Kronen, La flor de mi secreto i La Celestina, fins a arribar a La buena estrella, interpretació que va valer-li diversos premis (Ondas, Butaca, etc.) i una nominació al Premi Goya al millor actor protagonista.
La seva actuació a El pianista va fer-li guanyar el premi Paoa al millor actor secundari al 
Festival de Cinema de Viña del Mar, i va tornar a actuar amb Bigas Luna a Volavérunt i Son de mar. L'any 2001 va tornar a coincidir amb Penélope Cruz a Blow, protagonitzada per Johnny Depp i que va supondre la seva incursió a Hollywood i que li va obrir les portes a altres projectes com Bad Boys II, The Alamo i Elizabeth: The Golden Age, sense deixar de banda la trilogia Les maletes de Tulse Luper.
Com a actor consolidat ha participat a Che: Guerrilla, de Steven Soderbergh i ha protagonitzat el telefilm Caravaggio (donant vida al pintor) i El cònsol de Sodoma (en el paper del poeta Jaime Gil de Biedma).
Mollà ha dirigit un parell de curtmetratges, Walter Peralta i No me importaría irme contigo, i les pel·lícules No somos nadie, Cinemart i 88, i també ha escrit els llibres Las primeras veces i Agua estancada.
El municipi valencià de Montesa, d'on és originària la seva mare Saturnina Perales Gómez, li va dedicar un carrer el 2022.

## Carrera

### Actuació
El paper destacat de Mollà va ser a la comèdia drama de Bigas Luna de 1992 Jamón, jamón, on va interpretar l'amant abandonat del personatge de Penélope Cruz. Mollà va protagonitzar altres pel·lícules aclamades al seu país natal, com Històries dels Kronen i La Celestina. Aquest últim li va valer la seva primera nominació als Goya al millor actor secundari. El seu posterior paper protagonista a The Lucky Star li va valer un gran reconeixement, que li va valer un Premios Ondas, un premi Butaca al millor actor català., i una altra nominació als Goya, aquesta vegada al millor actor. Des de llavors ha estat nominat dues vegades més, per Segona pell i El cónsul de Sodoma.
Mollà va debutar a Hollywood a la pel·lícula policial biogràfica Blow del 2001, on va interpretar un narcotraficant dolent basat en Carlos Lehder. Posteriorment, Mollà va interpretar un personatge similar a la seqüela d'acció de Michael Bay del 2003, Bad Boys II, al costat de Will Smith i Martin Lawrence. La seva coprotagonista Gabrielle Union el va titllar com "El Tom Cruise d'Espanya", quan va elogiar la seva actuació com a cap de la droga Johnny Tapia. A continuació, Mollà va protagonitzar The Tulse Luper Suitcases, un ambiciós projecte multimèdia de diversos anys creat pel director d'avantguarda Peter Greenaway. Posteriorment ha protagonitzat molts llargmetratges d'alt perfil, com Elizabeth: The Golden Age, Knight and Day, Che: Part 2, Colombiana, Riddick, In the Heart of the Sea i The Man Who Killed Don Quixote. Actualment protagonitza la sèrie d'Amazon Prime Jack Ryan com el president veneçolà Nicolás Reyes.

### Direcció
Mollà va començar a dirigir curtmetratges l'any 1994. El seu debut, Walter Peralta, va obtenir una nominació als Goya al millor curtmetratge documental. Va debutar com a director el 2012 amb 88.

### Art
Mollà és un pintor autodidacte. L'estiu de 2002 va exposar a ARCO Madrid a la Galeria Carmen de la Guerra, juntament amb altres artistes.

## Filmografia

### Cinema

#### Com a actor
| - 1992: Revolver, de Gary Nelson - 1992: Jamón, jamón, de Bigas Luna - 1993: Historias de la puta mili, de Manuel Esteban - 1994: Le fusil de bois, de Pierre Delerive - 1994: Todo es mentira, d'Álvaro Fernández Armero - 1994: Historias del Kronen, de Montxo Armendáriz - 1994: Mi hermano del alma, de Mariano Barroso - 1994: Alegre ma non troppo, de Fernando Colomo - 1995: La flor de mi secreto, de Pedro Almodóvar - 1995: Los hombres siempre mienten, d'Antonio del Real - 1996: La cible, de Pierre Courrège - 1996: La Celestina, de Gerardo Vera - 1997: Perdona bonita, pero Lucas me quería a mí, de Dunia Ayaso - 1997: La buena estrella, de Ricardo Franco - 1998: Los años bárbaros, de Fernando Colomo - 1998: Dollar for the Dead, de Gene Quintano - 1998: El pianista, de Mario Gas - 1999: Volavérunt, de Bigas Luna - 1999: Charlie's Angels, de Mateo Gil - 1999: Segunda piel, de Gerardo Vera - 2001: Son de mar, de Bigas Luna - 2001: Blow, de Ted Demme - 2002: No somos nadie, dirigida per ell mateix - 2003: Les maletes de Tulse Luper: La història de Moab, de Peter Greenaway - 2003: Dos policies rebels 2 (Bad Boys II), de Michael Bay - 2004: The Alamo, de John Lee Hancock - 2004: Les maletes de Tulse Luper: de Vaux al mar, de Peter Greenaway | - 2006: Il mercante di pietre, de Renzo Martinelli - 2006: GAL, de Miguel Courtois - 2006: Anthony: Warrior of God, d'Antonello Belluco - 2007: Elizabeth: The Golden Age, de Shekhar Kapur - 2007: Sultanes del Sur, d'Alejandro Lozano - 2008: Che: Guerrilla, de Steven Soderbergh - 2008: Zenitram, de Luis Barone - 2008: La conjura de El Escorial, d'Antonio del Real - 2008: Inconceivable, de Mary McGuckian - 2009: Ce n'è per tutti, de Luciano Melchionna - 2009: El cònsol de Sodoma, de Sigfrid Monleón - 2009: The Van Zandt Shakedown rumored, de Christopher Compton - 2009: God's Spy, d'Andrew Morahan - 2010: Knight and Day, de James Mangold - 2010: Bunraku, de Guy Moshe - 2011: There Be Dragons, de Roland Joffé - 2011: Colombiana, d'Olivier Megaton - 2013: Riddick, de David Twohy - 2016: Criminal, d'Ariel Vromen - 2016: Quel bravo ragazzo, d'Enrico Lando - 2016: Treintona soltera y fantástica, de Chava Cartas - 2017: Operación Concha, d'Antonio Cuadri - 2018: Ibiza, de Alex Richanbach - 2019: Jack Ryan com Nicolas Reyes - 2019: The Other Me, de Giga Agladze - 2020: Speed Kills, de Jules Bergman - 2021: The Private Lives of Jordi Mollà & Domingo Zapata, de Giuseppe Ferlito |

| - 1993: Walter Peralta (curtmetratge) - 1995: No me importaría irme contigo (curtmetratge) - 2002: No somos nadie - 2007: Cinemart - 2011: 88 | - 1993: Walter Peralta (curtmetratge) - 1995: No me importaría irme contigo (curtmetratge) - 2002: No somos nadie - 2007: Cinemart - 2008: Inconceivable, de Mary McGuckian - 2011: 88 | - 1993: Walter Peralta (curtmetratge) |

### Televisió
- 1989: La granja (sèrie)
- 1991-1992: Justicia ciega (sèrie)
- 1992: Revolver, de Gary Nelson (telefilm)
- 1993: El joven Picasso (minisèrie)
- 1993: Delantero (minisèrie)
- 1994: Arnau (sèrie)
- 1998: Dollar for the Dead, de Gene Quintano (telefilm)
- 2007: Caravaggio, d'Angelo Longoni (telefilm)
- 2008: Stevie, de Bryan Goeres (telefilm)

## Teatre
- 1990: "Maria Estuard", de Friedrich Schiller i direcció de Josep Montanyès
- 1991: "Un dels últims vespres de carnaval", de Carlo Goldoni i direcció de Lluís Pasqual

## Obra literària
- 1997: Las primeras veces, Editorial Libros del Alma
- 2000: Agua estancada, Colección Modernos y clásicos

## Pintura
Des de 2002 ha realitzat diverses exposicions:
- 2002: Galería de Arte Carmen de la Guerra (Madrid), Festival de Vídeo de Benicàssim (Plana Alta), Galeria La Cerverina d'art (Lleida, Segrià), Palazzo dei Capitan (Verona, Itàlia)
- 2003: ARCO, Feria de arte Contemporáneo (Madrid), Guadalupe Art Center (Austin, Texas, EUA), Standart Festival de vídeo y arte (Madrid), Galería Xanon (Madrid), Loop Festival de vídeo de Barcelona
- 2004: The Lowe Gallery (Los Angeles, EUA)
- 2007: Galeria Sotheby's (Madrid)

## Guardons
Jordi Mollà ha guanyat diversos guardons, d'entre els quals destaquen:

### Premis
- Festival de curtmetratges d'Alcalá de Henares: millor curtmetratge per Walter Peralta (1993)
- Premis Ondas: millor actor per La buena estrella, compartit amb Antonio Resines (1997)
- Premis Butaca: millor actor català de cinema per La buena estrella (1997)
- Festival de Cinema de Mar del Plata: millor actor per La buena estrella (1997)
- Festival de Cinema de Viña del Mar: Paoa al millor actor secundari El pianista (2000)

### Nominacions
- Premis Gaudí: Millor actor per El cònsol de Sodoma (2010)[8]
- Premis Goya:
  - Millor curtmetratge documental per Walter Peralta (1994)
  - Millor actor per La Celestina (1997)
  - Millor actor per La buena estrella (1998)
  - Millor actor per Segunda piel (2000)
  - Millor actor per El cònsol de Sodoma (2010)
- Fotogramas de Plata:
  - Millor actor de cinema per La buena estrella, La cible i per Perdona bonita, pero Lucas me quería a mí (1998)
  - Millor actor de cinema per Nadie conoce a nadie, El pianista, Volavérunt i per Un dólar por los muertos (2000)
- Festival de Cinema de Màlaga: Biznaga d'Or per No somos nadie (2002)